# Dieta Democratica Istriana
La Dieta Democratica Istriana (in croato Istarski demokratski sabor, nome ufficiale Istarski demokratski sabor/Dieta Democratica Istriana, IDS-DDI) è un partito politico croato.
È un partito regionale che si fa portavoce delle istanze della Regione istriana e partecipa regolarmente sia alle elezioni nazionali che a quelle locali.
Inoltre è anche presente nelle varie sezioni sia nella Regione istriana che nella Regione litoraneo-montana (escluse le isole di Cherso e Lussino), ha sedi a Pola, Pisino, Albona, Parenzo, Rovigno, Buie, Pinguente, Abbazia e Fiume.

## Storia
Il partito, nato nel 1990 per iniziativa di Ivan Pauletta, Elio Martinčić e Mario Sandrić, trovandosi in difficoltà organizzative e finanziarie, dovute in larga parte al difficile passaggio del dissolvimento della ex-Jugoslavia, non partecipò alle elezioni dello stesso anno che videro a livello nazionale la vittoria dell'Unione Democratica Croata, il partito nazionalista, e a livello regionale del partito socialdemocratico, ex-comunista.
Il 23 aprile 1994 segnò la svolta storica del partito, in occasione delle Dichiarazioni di Rovigno, sulla democratizzazione della Repubblica di Croazia, sull'ordinamento regionale della Repubblica di Croazia, sulla Regione autonoma istriana e sull'Euroregione Istria ed il nuovo statuto della IDS-DDI.
La linea politica del partito è basata principalmente sul regionalismo e sull'affermazione delle peculiarità dell'Istria, intesa come terra multietnica e multiculturale. Le campagne elettorali e comunicative avvengono in croato e italiano, puntando quindi anche sul voto della minoranza italiana; promuove il bilinguismo dell'Istria e richiede al governo centrale una maggiore autonomia politica, amministrativa e linguistica. Aderisce all'ALDE.
Il suo uomo politico di spicco, Ivan Jakovčić, presidente del partito dal 1991 al 2014, ha rivestito la carica di presidente della Regione istriana dal 24 luglio 2001 al 7 giugno 2013. Dalle elezioni europee del 2014 alla fine del mandato nel 2019 è stato eurodeputato iscritto all'ALDE.
Nello statuto del partito c'è una voce appositamente dedicata ai diritti degli esuli istriani di lingua italiana. Il partito si propone di dare supporto al processo di ritorno, con particolare attenzione alla questione dei beni.
Dal 2014 il presidente del partito è Boris Miletić, sindaco di Pola fino al 2021.

## Parlamentari

### Deputati
Deputati per legislatura.
- Valter Boljunčić (VII)
- Marin Brkarić (VI)
- Emil Daus (IX)
- Dino Debeljuh (II, III)
- Tulio Demetlika (VIII, IX)
- Valter Drandić (IV, V)
- Ivan Herak (II)
- Ivan Jakovčić (II, III)
- Damir Kajin (III, IV, V, VI)
- Axel Luttenberger (III, dal 1995 al 1997) - In sostituzione di Luciano Delbianco (deputato dal 1997 al 2000), che fonderà successivamente il Foro Socialdemocratico Istriano
- Elio Martinčić (II)
- Boris Miletić (VI, VIII, IX)
- Dorotea Pešić-Bukovac (IV, V)
- Valter Poropat (IV, V)
- Giovanni Sponza (VII, VIII, IX)

### Eurodeputati
- Ivan Jakovčić (VIII)
- Valter Flego (IX)

## Risultati elettorali
La Dieta Democratica Istriana è storicamente il partito di maggioranza nella Regione istriana. Elegge propri rappresentanti al Sabor di Zagabria e in amministrazioni locali della Regione litoraneo-montana.
| Elezione          | Voti                        | %                           | Seggi   |
| ----------------- | --------------------------- | --------------------------- | ------- |
| Parlamentari 1992 | 83 623                      | 3,18                        | 4 / 138 |
| Parlamentari 1995 | con HSS - HNS - HKDU - SBHS | con HSS - HNS - HKDU - SBHS | 3 / 127 |
| Parlamentari 2000 | con HSS - HNS - LS          | con HSS - HNS - LS          | 4 / 151 |
| Parlamentari 2003 | con SDP                     | con SDP                     | 4 / 151 |
| Parlamentari 2007 | 38 267                      | 1,5                         | 3 / 151 |
| Parlamentari 2011 | in Coalizione Kukuriku      | in Coalizione Kukuriku      | 2 / 151 |
| Europee 2014      | in Coalizione Kukuriku      | in Coalizione Kukuriku      | 1 / 11  |
| Parlamentari 2015 | 42 193                      | 1,83                        | 3 / 151 |
| Parlamentari 2016 | 43 180                      | 2,27                        | 3 / 151 |
| Europee 2019      | in Coalizione Amsterdam     | in Coalizione Amsterdam     | 1 / 11  |
| Parlamentari 2020 | in Coalizione Restart       | in Coalizione Restart       | 3 / 151 |